# 올텐역
올텐역(독일어: Bahnhof Olten)은 취리히, 베른, 바젤, 루체른, 빌로 가는 노선이 교차하는 스위스 졸로투른주의 주요 허브 기차역이다. 그 결과, 올텐은 철도 도시이자 스위스 중앙 철도(Schweizerische Centralbahn)의 주요 작업장이 있던 곳이기도 했으며, 이는 스위스 연방 철도(SBB CFF FFS)의 주요 작업장이 되었다. 바젤 S-반 S3 및 S9 노선의 남쪽 종점, 루체른 S-반 S8 노선의 북쪽 종점, 아르가우 S-반 S26 노선의 서쪽 종점이다.
올텐의 인구는 18,000명에 불과하지만, 이 역은 매일 약 80,000명의 승객이 이용하며, 스위스에서 가장 분주한 10대 도시 중 하나이며 제네바보다 더 분주하다. 하루에 1,100편의 열차가 운행되며, 스위스에서 가장 붐비는 곳 중 하나이다.

## 운행
주요 철도 교차점인 올텐은 기차를 통해 수많은 서비스를 제공한다. 또한 여러 지역 서비스가 올텐에서 시작된다.
- 유로시티 / 인터시티/ 인터시티 익스프레스 (ICE): 스피츠까지 30분 간격으로 운행된다. 대부분의 북행 열차는 바젤에서 종착한다. 하나의 유로시티는 함부르크-알토나로, 다른 하나는 프랑크푸르트 중앙역로, 두 개의 ICE는 베를린 오스트반호프로 계속 이어진다. 대부분의 남행 열차는 인터라켄 동역까지 계속 운행한다. 2시간마다 한 대의 기차가 브리크까지 계속 운행된다. 세 개의 유로시티 열차가 브리크에서 밀라노 중앙역까지 계속된다.
- 유로시티 /인터시티/ 인터레기오 : 벨린초나까지 매시간 운행, 로카르노 또는 루가노까지 매 2시간 운행 ; 하루에 두 대의 열차가 루가노에서 밀라노 중앙역까지 계속된다.
- 인터시티: 이베르동레뱅과 취리히 중앙역 사이를 30분 간격으로 운행한다. 제네바 공항, 로잔, 로르샤흐까지 매시간 운행.
- 인터레기오: 베른까지 시간당 3회, 취리히 중앙역까지 시간당 2회, 쿠어까지 시간당 1회 운행.
- 레기오익스프레스 :
  - 루체른까지 매시간 운행.
  - 베팅겐까지 매시간 운행.
- S20 : 졸로투른까지 30분 간격 운행. 졸로투른에서 빌/비엔, 랑겐도르프, 롬미스빌 또는 오버도르프 SO까지 계속 운행하는 기차.
- 아르가우 S-반 :
  - S23: 바덴 랑겐탈까지 30분 운행.
  - S26: 로트크로이츠까지 매시간 운행.
  - S29: 초핑엔과 투리기 사이 다른 모든 기차는 초핑엔에서 수르제.
- 바젤 삼국 S-반 :
  - S3: 라우펜까지 30분, 포렌트루이까지 매시간 운행
  - S9: 시삭까지 매시간 운행.

## 같이 보기
- 스위스의 철도